# Maki Kaji
Maki Kaji (鍜治 真起, Kaji Maki, Sapporo, 8 de outubro de 1951 – Tóquio, 10 de agosto de 2021) foi um empresário japonês. Conhecido como "o pai do sudoku", por ter ajudado a popularizar esse jogo, ele foi o presidente da Nikoli Co., Ltd., um fabricante japonês de puzzle games.
Também é atribuido a Kaji o nome "Sudoku", uma contração da frase japonesa "cada número deve ser individual".

## Biografia
Kaji nasceu em Sapporo, Hokkaido em 1951. Ele estudou literatura na Universidade Keio, mas desistiu no primeiro ano. Depois de uma sucessão de empregos, incluindo roadie, garçom e operário de construção, ele criou uma editora.
Em 1980, ele lançou uma revista de quebra-cabeças trimestral chamada Nikoli, batizando a empresa com o nome de um cavalo de corrida que havia vencido a corrida Guineas Stakes em 1980 na Irlanda. Três anos depois, em 1983, ele fundou uma empresa com o mesmo nome.
Em 1984, ele conheceu o Sudoku, à época chamado de "Number Place". "Eu queria criar um nome japonês. E criei em cerca de 25 segundos", disse Maki ao The New York Times em 2008.
O jogo de números Sudoku apareceu nas primeiras edições da Nikoli. Depois que o jogo se espalhou para a Grã-Bretanha e os Estados Unidos, ele se tornou extremamente popular.
Ele inventou ou introduziu vários outros jogos de quebra-cabeça, como Masyu, e vendeu 50.000 cópias de sua revista de quebra-cabeças Nikoli quatro vezes por ano.
Em julho de 2021, ele deixou a empresa por conta das complicações de um câncer. Após algumas semanas, a empresa anunciou a morte de Maki Kaji em sua casa em 10 de agosto.

## Morte
Maki veio a falecer aos 69 anos, vitimado por complicações de um câncer no ducto biliar.